# Heinrichsruher Palais

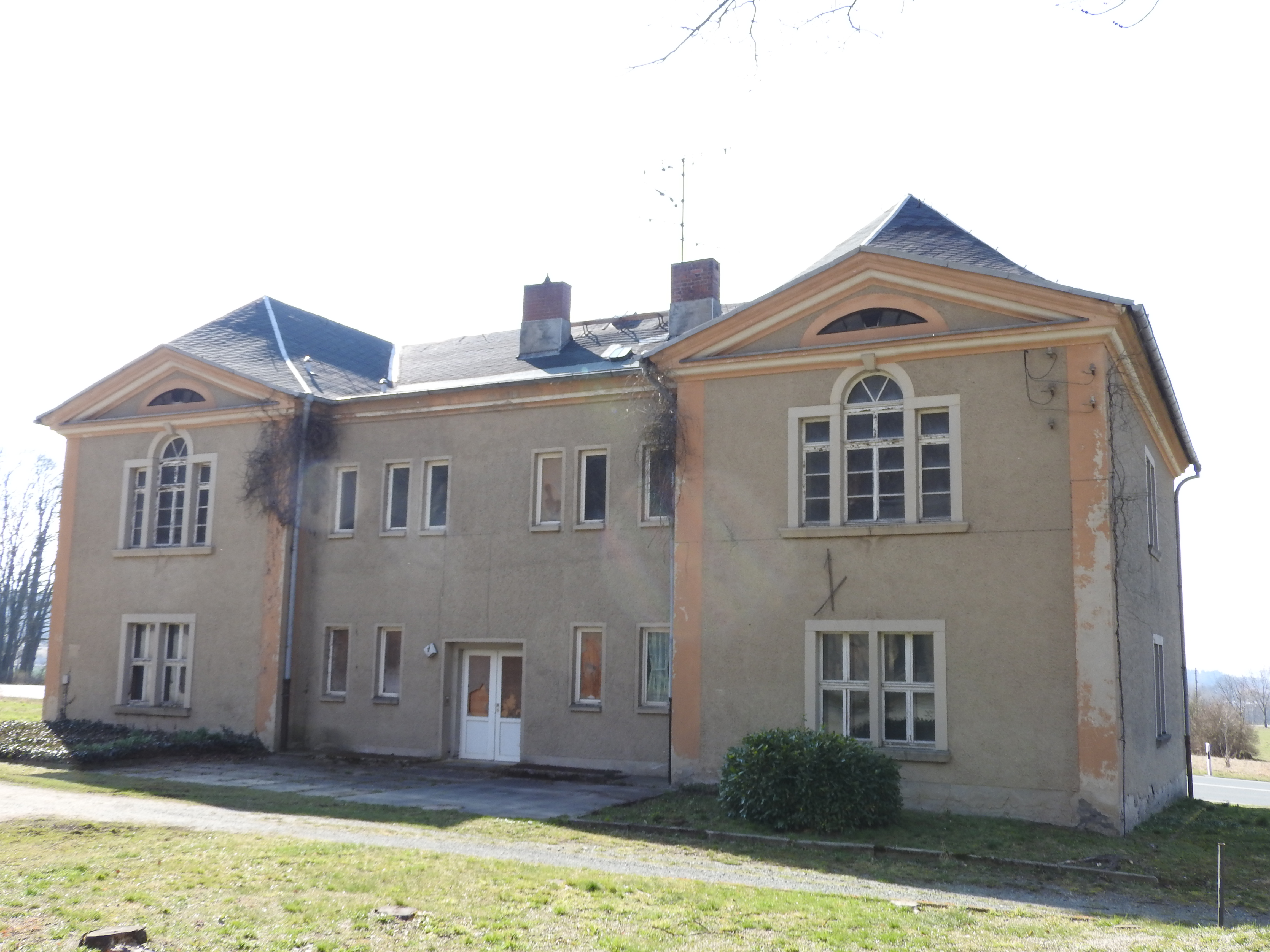
Heutige Rückseite des Palais

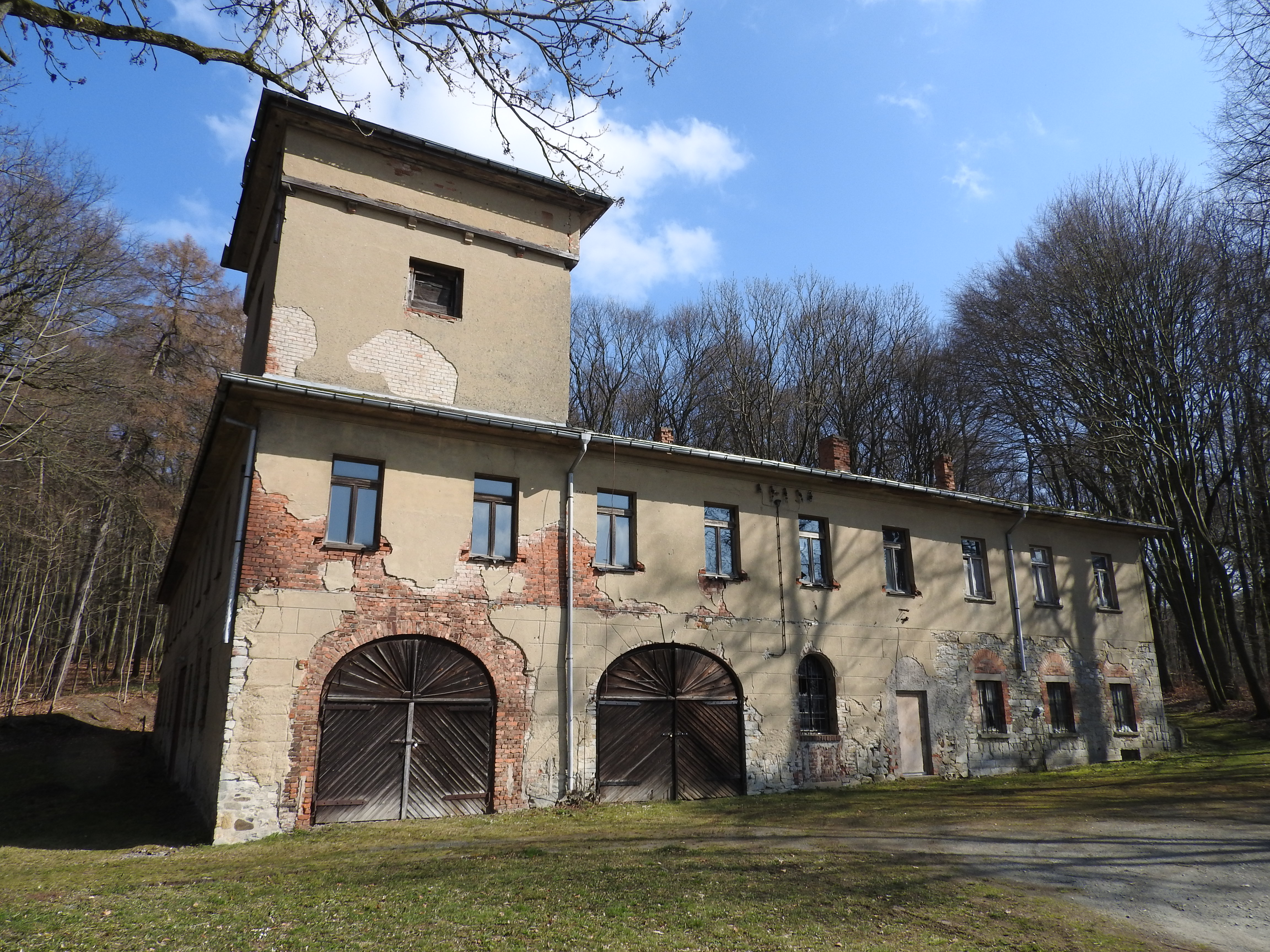
Ehemaliger Marstall

Das Heinrichsruher Palais (oder Fürstliches Palais Heinrichsruh) befindet sich in Heinrichsruh, einem Ortsteil der ehemaligen Residenzstadt Schleiz, heute Kreisstadt des Saale-Orla-Kreises im Südosten Thüringens. Das ehemalige Palais liegt am Heinrichsruher Park direkt an der Bundesstraße 2, der alten Poststraße Ansbach–Bayreuth–Hof–Schleiz–Leipzig.

## Geschichte
Das Heinrichsruher Palais wurde 1808 unter Fürst Heinrich XLII. Reuß jüngere Linie errichtet. Herzogin Helene von Württemberg, geborene Prinzessin von Hohenlohe, verstarb hier auf Heinrichsruh im Jahr 1880 bei einem Besuch ihrer Tochter, Fürstin Agnes, der Gattin Heinrichs XIV.
Nach dem Ende des Zweiten Weltkrieges wurde es enteignet, zu Wohnzwecken genutzt und schon vor der Wiedervereinigung von der Kommunalen Wohnungsverwaltung verwaltet. Nach 1990 wurde die Schleizer Wohnungsgesellschaft mbH auf Ersuchen der Oberfinanzdirektion als Eigentümerin des Grundstücks im Grundbuch eingetragen. Woizlawa-Feodora Prinzessin Reuß machte später Ansprüche auf Rückübertragung des Grundstücks nach dem Vermögensgesetz gerichtlich geltend. Aufgrund der rechtlichen Unsicherheiten dieser Rückübertragungsprozesse stand das Palais dadurch längere Zeit leer und notwendigen Investitionen konnten nicht vorgenommen werden. 2014 wurde ein Kaufvertrag der Wohnungsgesellschaft mit einer Londoner Firma Palais Limited geschlossen. Der Kaufpreis wurde bis zum abschließenden Urteil der Rückübertragungsansprüche ausgesetzt.
Aufgrund des Kaufvertrages wurden Instandhaltungsmaßnahmen am Palais durch den Käufer gestartet aber zwischenzeitlich wieder eingestellt. Mehrfache Auskunftsanfragen an die englische Firma und die Adelsfamilie blieben unbeantwortet. Einer Klage der Schleizer Wohnungsgesellschaft mbH auf Rückübertragung des Grundstücks wurde am 30. Januar 2020 entsprochen. Die Vollziehung des Urteils in England steht noch aus.
Das ehemalige Palais stand dadurch lange Zeit leer. 2021 wurde das Anwesen von einem Unternehmer gekauft und teils unter Beibehaltung des historischen Charakters kernsaniert. Das Gebäude wurde für mehrere Wohneinheiten hergerichtet.

## Beschreibung
Das kleine Palais von etwa 18 auf 23 Meter besaß eine großzügige Raumaufteilung bei einfacher Ausstattung und gilt als erstes klassizistischen Gebäude im Auftrag der jüngeren Linie Reuß. Es bestand aus Herrschaftshaus und nachgeordnetem Marstall.
Der dreigliedrige zweigeschossige Baukörper besteht aus Bruchsteinmauerwerk. Zwischen zwei nahezu quadratischen Seitenflügeln mit Dreiecksgiebel und Walmdach, befindet sich ein leicht zurückgesetzter Mitteltrakt, dem beidseitig ein Portikus mit vier toskanischen Säulen und aufsitzendem kräftigem Gebälk vorgestellt war. Beim Umbau zu Wohnungen in der 1985 erfolgten Rekonstruktion wurde das Innere des Hauses zerstört, der Portikus Richtung Osten sowie der südliche Anbau entfernt. Eine ehemalige hölzerne Wasserleitung vom Wolfsgalgen zum Palais wurde später durch einen 70 Meter tiefen Brunnen auf der Seite des Marstalls ersetzt.
Im Marstall, etwa 27 auf 12 Meter groß und mit Turm und Turmuhr ausgestattet, waren Dienstwohnungen und Gästezimmer im Obergeschoss eingerichtet, im Untergeschoss war der Marstall für Pferde und Wagenpark ausgebaut. Ursprünglich war der Turm mit Zinnen versehen, also als Aussichtsturm gebaut. Ein rechtwinkliger Seitenflügel geht vom Marstall ab und hat Abmaße von etwa 19 auf 11 Meter.
Am Palais befindet sich der Heinrichsruher Park, der schon 1704 entstand und in dem sich auch das sogenannte Gotische Haus befand, ca. 1750 (nach anderen Quellen erst 1805) errichtet und 1949 abgerissen. Auch das sogenannte Schweizerhaus, ein Fachwerkgebäude mit stark überzogenem Krüppelwalmdach und umlaufendem Balkon, ist längst wieder abgerissen.